# Hatha yoga

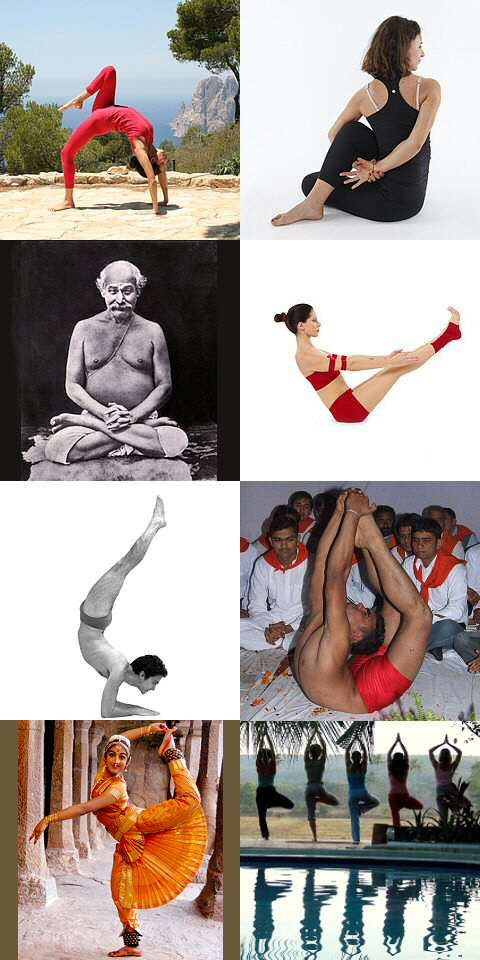
Asanas en contextos variados. De izquierda a derecha, de arriba a abajo: Eka Pada Chakrasana; Ardha Matsyendrasana; Padmasana; Navasana; Pincha Mayurasana; Dhanurasana; Natarajasana; Vrkshasana

Hatha yoga ( /ˈhʌtə,ˈhɑː-/; IAST: Haṭha-yoga). es una rama del yoga que utiliza técnicas físicas para tratar de preservar y canalizar la fuerza vital o energía. La palabra sánscrita हठ haṭha significa literalmente "fuerza", aludiendo a un sistema de técnicas físicas Algunas técnicas de estilos de hatha yoga pueden rastrearse al menos hasta el siglo I d. C., en textos como los epopeyas sánscritas hindúes y el Canon Pali del budismo. El texto fechado más antiguo encontrado hasta ahora que describe el hatha yoga, el Amṛtasiddhi del siglo XI, proviene de un entorno budista tántrico. Los textos más antiguos que utilizan la terminología de hatha también son budistas vajrayana. Los textos hindúes de hatha yoga aparecen a partir del siglo XI.
En el siglo XX, surgió un desarrollo del hatha yoga que se centraba particularmente en las asanas (las posturas físicas) y se popularizó en todo el mundo como una forma de ejercicio físico. Esta forma moderna de yoga ahora es ampliamente conocida simplemente como "yoga".

## Características
El hatha yoga es un sistema elaborado de técnicas psicofisiológicas que incluye:
- posturas (asanas),
- gestos psíquicos (mudras),
- llaves energéticas (bandhas),[5]
- ejercicios respiratorios (pranayama),[6] y
- ejercicios de purificación interna (shatkarmas).[7]

El hatha yoga es conocido por sus asanas. Se trata de un sistema de posturas físicas cuyo propósito es lograr que el cuerpo esté apto para la meditación. Las asanas generan serenidad física y mental; de tal forma que un yogui devoto pueda sentarse durante varias horas en una postura de meditación sin sufrir fatiga o inquietud. Una de sus asanas principales es padmāsana (o ‘posición de loto’) y el «saludo al sol» (Suria namaskar).
Por otro lado tenemos el shat karma, un conjunto de prácticas corporales purificatorias, llamados kriyas, siendo los más conocidos:
- yala neti: limpieza del tracto faríngeo nasal con agua salada.
- sutra neti: limpieza del tracto faríngeo nasal mediante un cordel endurecido con cera.
- jrid dhauti: limpieza de la garganta mediante un trozo muy largo de tela, normalmente lino o muselina. Se va tragando un extremo hasta que llega al estómago.
- nauli: limpieza del estómago mediante una serie de movimientos abdominales rotatorios.
- kunyar: limpieza del estómago mediante el vómito provocado de agua salada previamente ingerida.
- agnisar: limpieza del estómago mediante una serie de movimientos abdominales rápidos de tipo expansión-contracción.
- kapalabhati: respiración puramente diafragmática donde las exhalación es forzada y activa, mientras que la inhalación es lenta y pasiva.
- basti: enema rectal.
- jala neti: limpieza de fosas nasales mediante una lota, lleno de agua tibia y salada.[8]

Finalmente, enseña el pranaiama, palabra que proviene de prana (fuerza vital) y ayama (liberar). Consiste en un conjunto de prácticas de tipo respiratorio orientadas a purificar los nadis (canales de fuerza vital, similar a los meridianos del taichi) y despertar los distintos pranas del cuerpo sutil, o vaius (vientos), haciendo fusionar mediante la ayuda de bhandas (cierres), el prana vayu (prana que gobierna la región torácica) y el apana vayu (prana que gobierna la región pélvica), dando lugar así al despertar del poder sagrado central, llamado kundalini, haciéndolo ascender por el nadi central sushumná. Esto último conduce al yogui a estados de éxtasis y unión con lo divino.
Entre los distintos pranaiamas destacarían los siguientes:
- nadi sodhana (purificación de nadis): respiración rítmica alterna.
- uyyai (victorioso): respiración mediante el cierre parcial de la glotis.
- bhastrika (fuelle): como su nombre indica, consiste en una serie de inhalaciones y exhalaciones profundas y rápidas asemejándose a un fuelle.
- chandra-bheda o suria-bheda (perforación solar/lunar): similar a nadi sodhana pero enfatizando en los nadis, idá (lunar, izquierdo) o pingalá (solar, derecho).

Los bhandas serían:
- mula (raíz): ligera contractura del músculo bulbocavernoso (perineo central) en los hombres, y del cérvix (vagina) en las mujeres.
- uddiyana: contractura y retirada hacia el interior de los músculos abdominales tras exhalar el aire.
- jalandhara: unión entre el mentón y el esternón.
- maha (gran): práctica de los tres anteriores de manera simultánea.

## Etimología
En sánscrito, haṭha yoga significa literalmente ‘yoga forzado’.
La palabra hatha significa:
- violencia, cumplimiento, forzado, violentado o constreñido (según el Ramaiana, el Raya-taranguini y el Katha-asarit-ságara).
- obstinación, pertinacia, rigidez (según el Pancha-tantra y el Kathá-asarit-ságara).
- necesidad absoluta o inevitable (como causa de toda existencia y actividad), necesariamente, inevitablemente, por todos los medios (según el Majábharata y la literatura kavia).
- opresión (según el diccionario sánscrito-inglés de Wilson),
- rapiña, ir detrás del enemigo recogiendo el botín de guerra
- haṭha-ālu: ‘rígido recipiente’, la planta Pistia stratiotes(según lexicógrafos como Amara Simja, Jala Iudha y Jema Chandra)
- haṭha-deśin: que prescribe medidas de fuerza (según el Majavirá-charitra).
- haṭha-kāmuka: un pretendiente violento o amante golpeador (según el Katha-asarit-sagara), siendo kāma: ‘deseo sexual’.
- haṭha-karma: ‘un acto de violencia’ (según el Simja-asana-duatrimsika o el Vikrama-aditia-charitra).
- haṭha-parnī: Blyxa octandra (según lexicógrafos como Amara Simja, Jalaiuda, Jema Chandra, etc.).
- haṭha-yoga: un tipo de yoga forzado o meditación abstracta (forzando la mente a retirarse de los objetos externos; se explica en el Jatha-ioga-pradípika de Suatmarama) y se practica con mucha autotortura, como pararse sobre una pierna con los brazos levantados, o inhalar humo parado cabeza abajo, etc (según el diccionario A Sanskrit-English Dictionary (1899), del sanscritólogo británico Monier Monier-Williams).
- haṭha-āślesha: abrazo por la fuerza, resistido (según el diccionario sánscrito-inglés de Macdonell).
- El verbo haṭh significa ‘violentar’, ‘oprimir’ o ‘atar a un poste’ (según el Dhatu-patha 9, 50).
- El verbo haṭhin significa ‘insistir obstinadamente en algo’ (según el Nila-kantha)

Al indólogo alemán Georg Feuerstein (1947-2012) le desagradaba la connotación negativa de la palabra sánscrita «haṭha» (forzado, forzoso, a la fuerza, violento), por lo que proponía reemplazar la palabra ‘forzado’ por ‘fuerte’. Entonces «haṭhayoga» tendría que empezar a llamarse:
- «ojasvānyoga» [oyasván ióga];
  - siendo «ojas»: ‘vigor’, y «vat»: ‘que posee’;
- «balyayoga» [bália ióga];
  - siendo «balya»: ‘vigoroso’;

De esa manera, los practicantes de yoga podrían traducir su método como ‘yoga vigoroso’ (según Feuerstein, «forceful yoga», en inglés).
Según el practicante español de yoga Danilo Hernández (Madrid, 1954), para evitar la desagradable palabra sánscrita «haṭha» (forzado, forzoso, a la fuerza, violento), se podrían deducir otros significados diferentes de esa peyorativa palabra si se la separase en sus dos sílabas:
- «ha» significa ‘destructor’
- «ṭha» significa ‘ruido fuerte’.[7]

Por lo que «ṭhaha-yoga» significaría ‘el yoga destructor del fuerte ruido [de la mente, etcétera]’.
En cambio la palabra «ha-ṭha yoga» significaría ‘el yoga del ruido fuerte del destructor’.
Según B. K. S. Iyengar (1918-2014), la sílaba «ha» representaría al Sol, mientras que la sílaba «tha» representaría a la Luna.
Sin embargo, en el rico idioma sánscrito, el Sol tiene unos 1200 nombres, ninguno de los cuales es Ha. Quizá Iyengar se refería a que esas palabras se traducen Sol y Luna en algún idioma de la India que no fuese el sánscrito.

## Tantra, prana y chakras
El hatha yoga ha tomado el tantra para desarrollar su concepto de la energía pránica de dicho organismo, que operan a través de los órganos llamados intangibles del chakra. Estos siete cuerpos, captura y energía de cada expresada por el kundalini (interior de la energía). Se les llama:
- muladhara (en el perineo; su elemento es la tierra)
- swadishtana (en el hueso sacro; su elemento es el agua)
- manipura (en el plexo solar; su elemento es el fuego)
- anahata (en el corazón; su elemento es el aire)
- vishuddha (en la garganta; su elemento es el vacío o éter)
- agña (entre los ojos; su elemento es el pensamiento)
- sajasrara (en la cima del cráneo; corresponde a la liberación espiritual)

La circulación del prana (energía presente en la respiración) a través del sushumna nadi, hace que los chakras (centros de energía) se pongan en movimiento.

## Historia

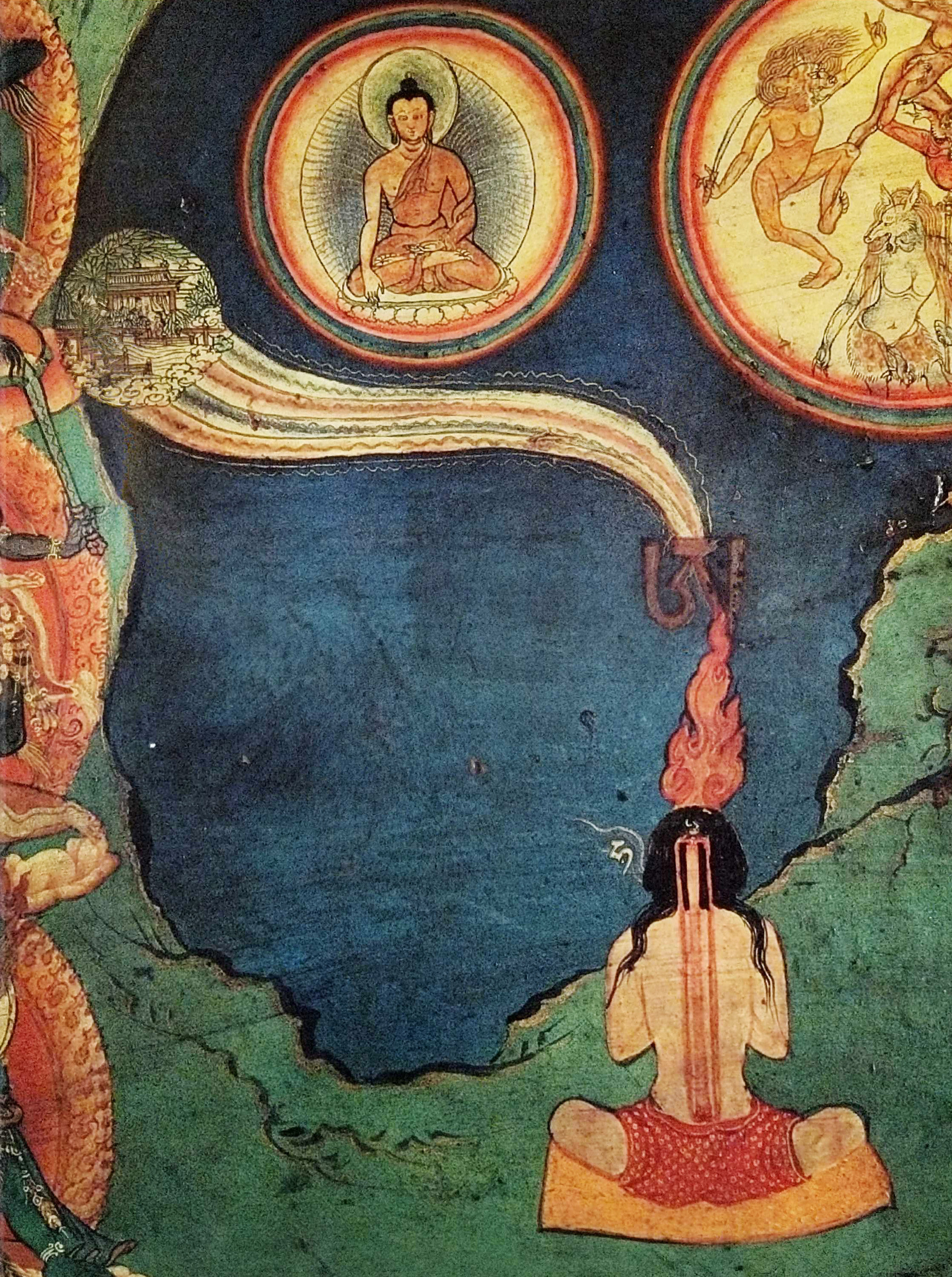
Representación tibetana de Tummo (candali, calor interior) práctica que muestra el canal central, el sushumná.

### Adi Nath
Según el Hatha-yoga-pradípika, el fundador de la escuela Nath fue un tal Adinath, que este texto sugiere que fue el propio dios Shiva, que reveló sus secretos a su esposa, la diosa Parvati.

### Shiva Mahadeva Nath
Dentro de la escuela Nath se destaca el maestro Shiva Majadev o Majadev Nath (según sus discípulos, una encarnación del dios Shiva), que nació cerca de Arunachala, en la región de Tamil Nadu (en el sur de la India), y cuyo discípulo fue Matsiendra Nath. Estos dos personajes habrían sido históricos, a lo que posteriormente se les agregó la mítica relación con el dios Shiva. (Se considera que Majadeva Nath fue el principal fundador del budismo majaiana y vashraiana tántrico). Se desconoce si Majadeva Nath es el propio Adinath (creador de la escuela Nath), y si practicaba ya algún tipo de meditación parecido al hatha-yoga.

### Goraksha
La tradición afirma que el impulsor del hatha yoga fue Goraksha Nath, más conocido como Goraksha, quien escribió varios libros, entre ellos
- el Goraksha samhita,
- el Siddha siddhanta paddhati,
- el Yoga martanada,
- el Yoga siddhanta paddhati,
- el Yoga bija, y
- el Yoga chintāmani (que es una base fundamental del hatha yoga).

Goraksha pertenecía a la escuela Nath, y era un fiel seguidor de Matsiendra Nath. Los naths se consideraban partidarios del monismo propio del shivaísmo de Cachemira y el budismo vashraiana.
Goraksha —al contrario que Patanyali— no creía en los Upanishad visnuístas sino en los Agamas shivaístas (śaiva-tantra) y en los tantras del budismo vashraiana. Por eso diferenció radicalmente su hatha yoga shivaísta del astanga-yoga visnuista: eliminó dos de los ocho pasos de Patanyali. A partir de entonces el yoga de Goraksha fue conocido como shat ioga ('yoga de seis' [pasos]) o gatha ioga ('el yoga del sendero' o 'el yoga de la puerta').

#### Seis pasos
El shat-anga yoga o 'yoga de los seis pasos' de Goraksha incluyen:
- āsana ('posturas físicas'),
- prāṇa-samrodha ('control de la energía vital'),
- pratyāhāra ('recogimiento sensorial' o introspección),
- dhāraṇā ('concentración)',
- dhyāna ('meditación'),
- samādhi ('integración').

Goraksha eliminó dos de los pasos de Patañjali: los yamas ('prohibiciones', como la no violencia, la veracidad [el no mentir], el no robar, el celibato, el desapego) y los niyamas ('preceptos', como la limpieza, la tranquilidad, la automortificación, el estudio de las Escrituras y la devoción a Dios), que eran de origen vedántico. Se basó para esto en la doctrina de los Shiva-sutras escritos por Vasugupta (del shivaísmo de Cachemira). En sus orígenes el hatha yoga siempre estuvo ligado al shivaísmo tamil o sureño, propio del pueblo dravidiano, de origen protoaustraloide.
El yoga de Goraksha fue practicado por el shivaísmo de Cachemira o shivaísmo norteño, propio del Himalaya, así como por el budismo (especialmente vajrayana, tantrayana y mahayana, que se difundió en el norte de la India, Nepal, Tíbet y Cachemira). Goraksha posteriormente fue a vivir a Vajreshwar, cerca de Ganeshpuri (en el estado de Maharashtra, India). Al igual que Patañjali, comparte que el fin último del yoga es el samādhi.

### Suatmarama
El discípulo de Goraksha, llamado Suatmarama o Chintámani, escribió el Jatha-ioga-pradípika (siglo XV o XVI), que se lo dedica a Adi Nath, el creador de la escuela Nath, dando a entender que este es el propio dios Shiva (no se sabe si este Adinath es Majadeva, Matsiendra o algún maestro anterior).
Ese texto se considera el principio del hatha yoga.
En el Hatha-ioga-pradipika (2.76) escribió:

El jatha no se puede perfeccionar sin raya, ni el raya sin el jatha. Muchos llaman al jatha ioga de Suatmarama rāja haṭha yoga o aṣṭāṅga haṭha yoga.

Históricamente, Suatmarama fue el creador oficial del hatha-yoga, que lo popularizó entre los seguidores del raya-yoga y del resto del hinduismo.

### Gheranda

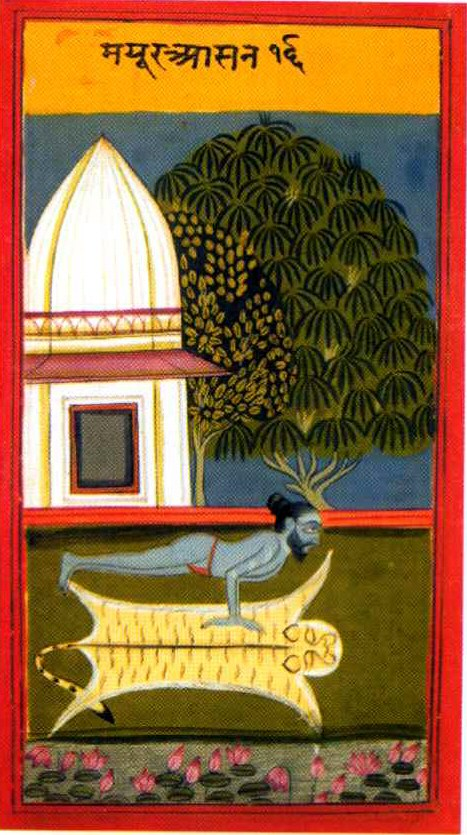
Mayurasana en un manuscrito ilustrado del Jogapradipika, 1830

Seguidor de Goraksha y Suatmarama, el tercer maestro importante de hatha yoga fue Gheranda, cuyo discípulo Chanda Kāpāli escribió el Gheranda-samhita (siglo XVII). En ese tratado introduce otro estilo de hatha yoga llamado sapta-anga hatha yoga (‘hatha-yoga de los siete pasos’). Elimina el dhāraṇā (‘concentración’), dándole exclusiva prioridad al dhyāna (‘meditación’).

#### Siete pasos
- shat karma (‘seis actividades’ de limpieza física),
- mudra (‘gesto’, parecido a asana, ‘postura’),
- prāṇāyāma (‘control de la respiración’, casi siempre mediante la respiración con ciclo respiratorio)
- pratyāhāra (‘comer poco’, que los practicantes actuales prefieren traducir como ‘recogimiento sensorial’),
- dhyāna (‘meditación’),
- samādhi (‘unión con todo’).

Gheranda era seguidor del vaishnavismo, la religión de los seguidores del dios Visnú, una de las más populares del hinduismo. Por ende su visión era diferente de la de Goraksha, de origen shivaísta y budista. Ambos autores tienen en común las técnicas, que son prácticamente las mismas, pero difieren drásticamente en su concepción doctrinal.

## Hatha moderno

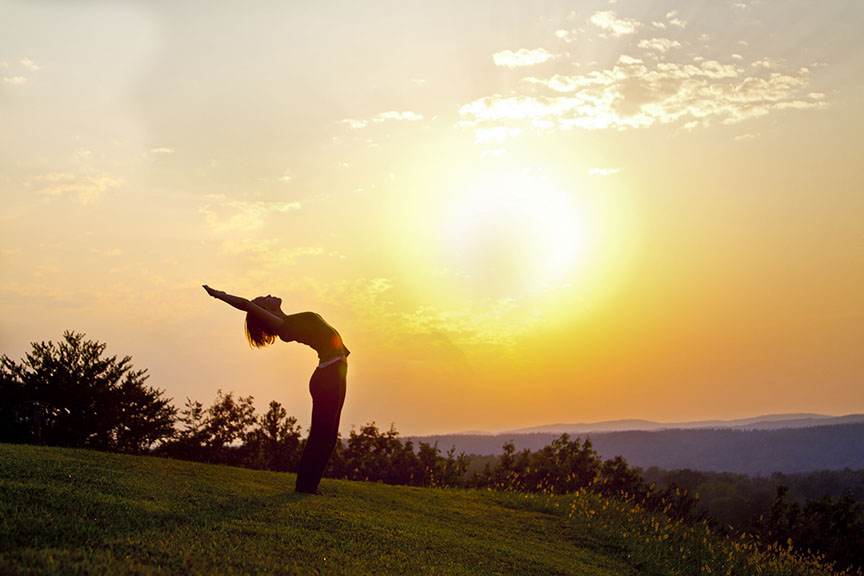
El yoga como ejercicio se ha extendido en diferentes formas de marca, como Ashtanga Vinyasa Yoga, Bikram Yoga, Iyengar Yoga, y Sivananda Yoga.

Actualmente existe el nava haṭha yoga (‘hatha yoga nuevo’ o moderno) que ha integrado el sama yoga o yoga de la relajación, y el saludo al sol (Surya namaskar), que son los ejercicios de yoga más populares.
En el siglo XX, B. K. S. Iyengar (1918-2014) escribió el Yoga Dipika (Luz sobre el yoga), un libro acerca del hatha yoga que dotó a este método del yoga de una técnica de alineación. Iyengar cultivó un estilo propio del método del hatha yoga con la profundidad del rāja yoga, siendo considerado el cuarto gran maestro, junto a Swami Visnudevananda (discípulo de Swami Śivananda), un fiel seguidor de Swatmarama que se considera el quinto gran maestro de esta disciplina.

### Ocho pasos
Siguiendo la visión de Suatmarama, Pattabhi Jois realizó su propio estilo de astanga hatha yoga (siendo aṣṭa: ‘ocho’, y āṅga: ‘partes’) al que llamó ashtanga vinyasa yoga. Actualmente es considerado el sexto gran maestro de esta disciplina. Para esto, en su texto Yoga Kurunta codificó seis series, que se basan en las enseñanzas de Yogacharya Krishna Nama Acharya y de Vāmaná Rishi.

### Power yoga
Por el nombre de power yoga (en inglés ‘yoga del poder’, pronunciado [páuer ioga]) se conoce a todas las escuelas que practican un estilo de hatha yoga dinámico sin series fijas, que fue desarrollado por maestros estadounidenses y europeos. Es considerado un estilo de hatha yoga y no un método en sí mismo. En la actualidad el método del hatha yoga tiene varios estilos.